# Dartmouth Big Green

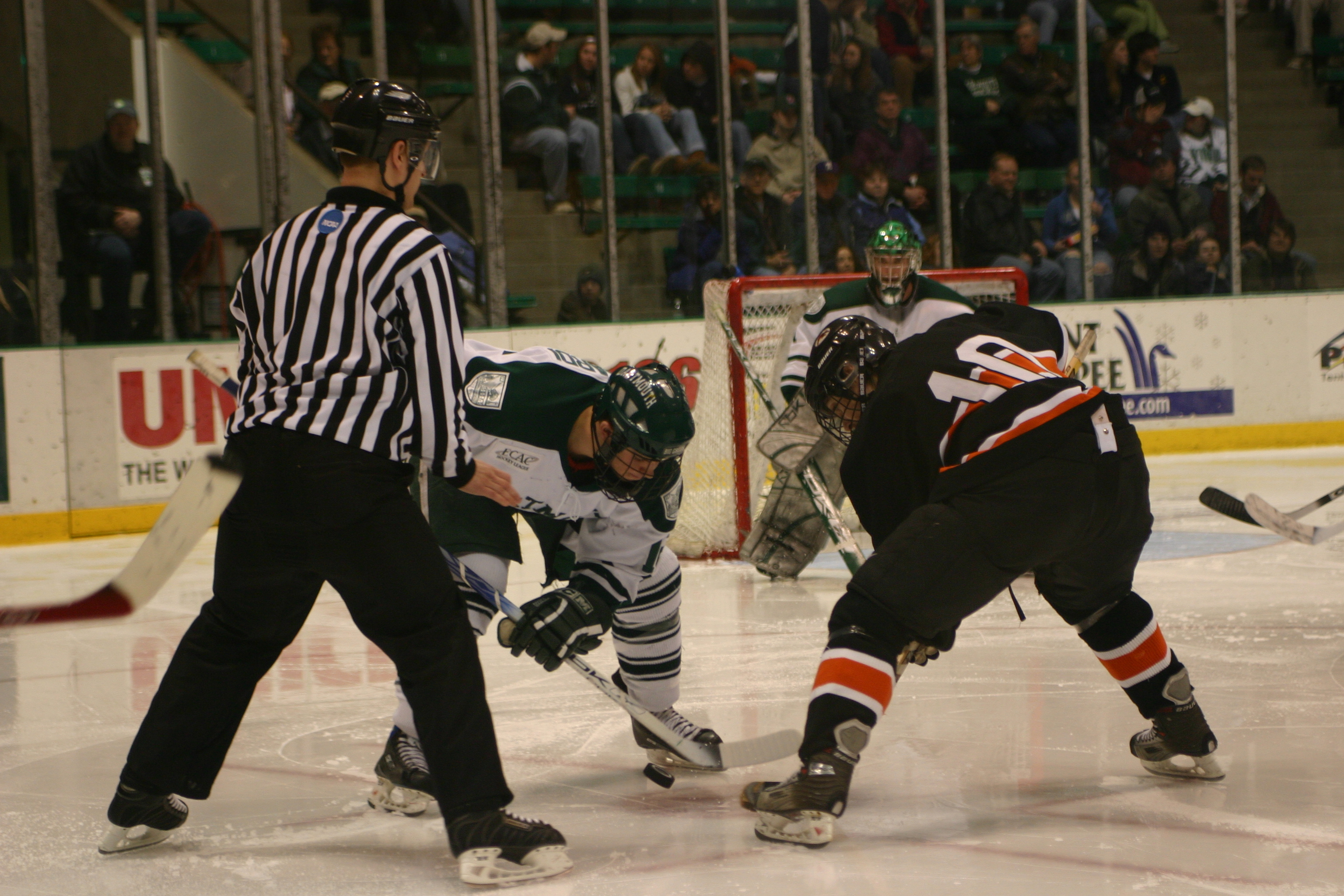
Partido de hockey sobre hielo contra Princeton.

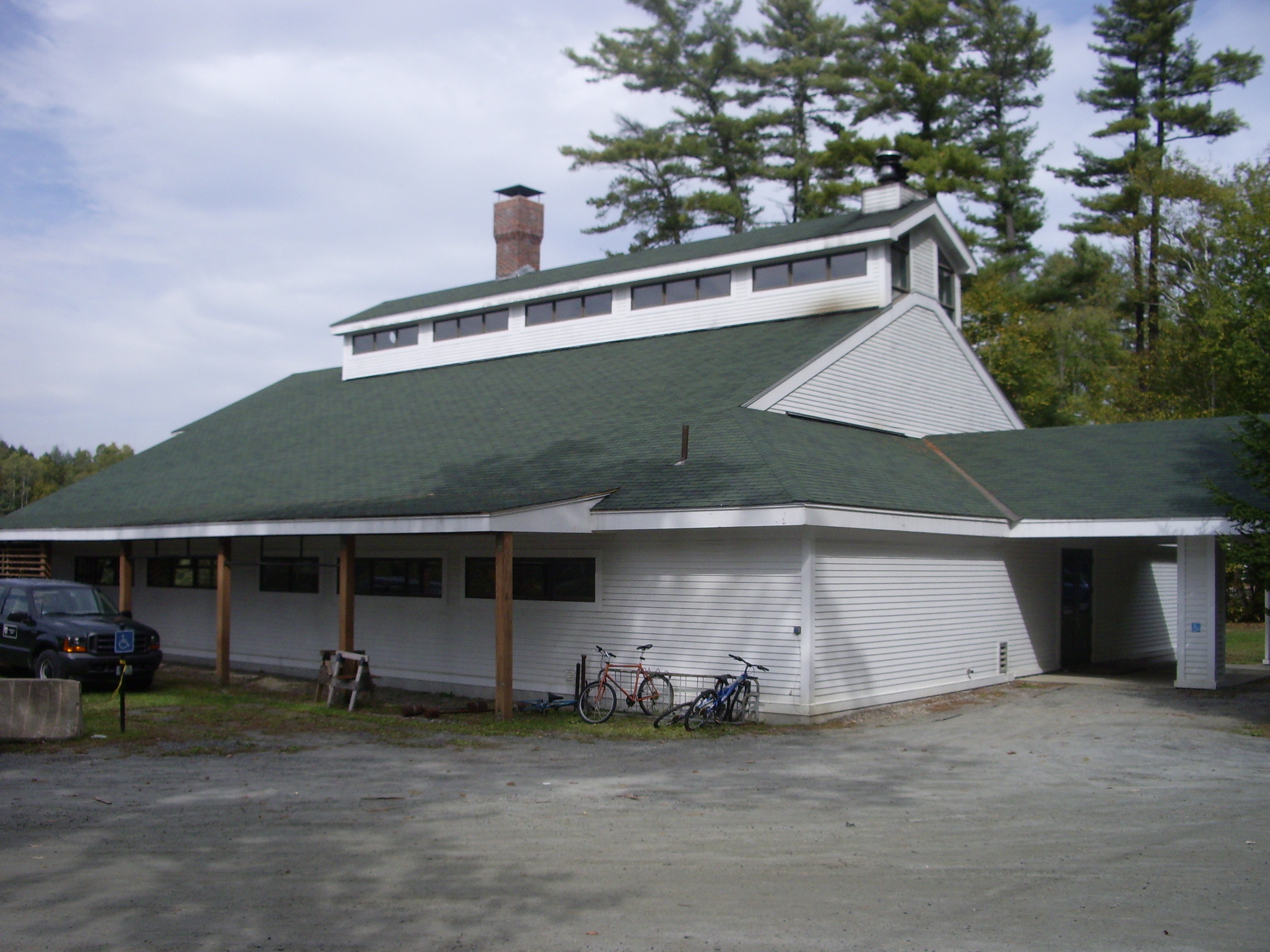
Embarcadero del equipo de remo.

Dartmouth Big Green (español: Los grandes verdes de la Universidad de Dartmouth) es el nombre de los equipos deportivos de Dartmouth College, de Hanover (Nuevo Hampshire). Los Big Green participan en las competiciones universitarias organizadas por la NCAA, y en otros deportes que la NCAA no organiza, como vela (Inter-Collegiate Sailing Association of North America), squash (College Squash Association) y equitación (National Collegiate Equestrian Association). Dentro de la NCAA compite en la Ivy League, excepto en hockey sobre hielo y en remo, cuyos equipos compiten respectivamente en la ECAC Hockey y en la Eastern Association of Rowing Colleges (remo masculino) y la Eastern Association of Women's Rowing Colleges (remo femenino).
Tienen 34 equipos oficiales, 16 masculinos y 16 femeninos, sin contar los 17 que organizan clubes estudiantiles.

## Equipos oficiales
| - Masculino - Fútbol americano - Baloncesto - Béisbol - Golf - Atletismo - Tenis - Remo - Fútbol - Natación y Saltos - Lucha - Equitación - Squash - Lacrosse - Esquí - Hockey sobre hielo - Vela | - Femenino - Baloncesto - Lacrosse - Golf - Remo - Fútbol - Natación y Saltos - Tenis - Atletismo - Voleibol - Hockey sobre hierba - Softball - Equitación - Esquí - Squash - Hockey sobre hielo - Vela |

## Apodo
Desde los años 20, a los deportistas de Dartmouth se les conoce con el nombre no oficial de The Big Green, basado en la adopción por parte de los estudiantes del año 1866 del verde (verde de Dartmouth) como color oficial de la universidad. Hasta principios de los años 70 se les conocía también como Indians, y en sus uniformes se podía ver la representación de la cabeza de un indio. Pero las críticas recibidas en aquellos años por el uso de mascotas y apodos que tuvieran que ver con los nativos americanos hicieron que se tomaran medidas en el deporte estadounidense, prohibiéndose el uso de tales términos, salvo en muy contadas excepciones.
Muchas iniciativas por parte de los estudiantes se han lanzado para adoptar una nueva mascota, pero ninguna ha generado el suficiente apoyo de los alumnos para convertirse en "oficial". Una propuesta de una revista de humor editada en el campus fue la de Keggy the Keg, un barril de cerveza antropomórfico que aparece ocasionalmente en determinados acontecimientos deportivos, pero que sólo ha recibido el apoyo del Consejo de Estudiantes. En noviembre de 2006 se propuso revivir una vieja mascota, Dartmoose, aunque la controversia sigue vigente hoy en día.

## Baloncesto
El equipo de Dartmouth ha llegado en 7 ocasiones a lo largo de su historia a la fase final de la NCAA, clasificándose en 1942 y 1944 para la Final Four, quedando en ambas ocasiones subcampeón nacional. 6 de sus jugadores han llegado a jugar en la NBA, siendo el más destacado el jugador de los años 60 Rudy LaRusso.

## Fútbol americano
El equipo de fútbol americano compite desde 1881. En el año 1925 fueron considerados campeones nacionales tras una temporada en la que no perdieron ni un solo partido, algo que se repetiría en 1996, aunque esta vez solamente se hicieron con el título de la Ivy League, debido al complejo sistema de competición universitaria en lo que respecta al football.